# Sherlock Holmes (anime)
Sherlock Holmes (名探偵ホームズ, Meitantei Hōmuzu, lit. «El famós detectiu Holmes») es una sèrie d'animació italo-japonesa produïda per la Radiotelevisione Italiana (RAI) i la Tokyo Movie Shinsha, basada en els llibres de Sherlock Holmes d'Arthur Conan Doyle. Tots els personatges hi estan dissenyats com gossos antropomòrfics. La sèrie mostrava de forma regular tecnologia steampunk i de l'estil de la dels llibres de Jules Verne, afegint un toc de ciència-ficció. Consta de 26 episodis i es va emetre originalment entre 1984 i 1985. Ha estat doblada al català.

## Producció
La sèrie va ser un projecte conjunt entre la japonesa Tokyo Movie Shinsha i l'ens públic de radiodifusió italià RAI. Hayao Miyazaki va dirigir sis episodis el 1981, però la producció es va haver d'aturar per mor de problemes amb la propietat dels drets de Sir Arthur Conan Doyle. Un cop resolts, Miyazaki ja estava implicat en altres projectes i els episodis sobrants van ser dirigits per Kyosuke Mikuriya. Es va començar emetre la sèrie 1984 i el mateix any es va estrenar Meitantei Hōmuzu Gekijouban, un film que ajuntava dos episodis dirigits per Miyazaki (L'Esmeralda blava i El tresor submergit) i que es va projectar conjuntament amb Nausicaä de la vall del vent als cinemes japonesos. Un altre film, que recompila els episodis El segrest de la Senyora Hudson i Els penya-segats de Dover, es va estrenar el 1986 juntament amb El castell al cel.

## Música
A la versió japonesa s'utilitzen dos temes musicals. El tema d'obertura és "Sora Kara Koboreta Story" ("Història vessada des del cel") i el tema de clausura és "Thames Gawa no Dance" ("La dansa del riu Tàmesi"), ambdues interpretades pel duet japonès Da Capo, amb Tokuko Miura com escriptor de les lletres, Ken Sato com compositor de la cançó d'obertura i Norimasa Yamanaka de la de clausura. La Banda Sonora es obra de Kentaro Haneda.
La versió italiana disposava d'una cançó diferent, creada per P. Zavallone, M. Malavasi i F. Poli i interpretada per Complotto. Aquesta versió s'ha usat també a Espanya i els Estats Units.

## Personatges
Sherlock Holmes
Igual que el personatge original, té un intel·lecte genial i un gran coneixement en múltiples camps. Manté el cap fred i amb pensament lògic malgrat les situacions. A diferència del original, però, el seu únic consum de drogues és una pipa de tabac. Té el seu apartament desendreçat i habitualment fa experiments químics que acaben amb fums nocius. També sembla mostrar sentiments per la Sra.Hudson, igual que la resta del repartiment masculí. Condueix un Benz Velo. És una Guineu roja.
Doctor Watson
Company lleial de Holmes, és un metge format que va tornar a Anglaterra poc abans de conèixer-lo. Fa tot el possible per ajudar-lo com pot, però de vegades té dificultats per seguir-lo, tant mentalment com físicament. Watson és un terrier escocès.
Sra. Hudson
La propietària del pis de Holmes i Watson. En la majoria de les adaptacions, és una dona patidora de mitjana edat, però en aquesta versió és una vídua encantadora d'uns 20 anys i l'interès amorós de molts, inclosos Holmes, Watson i Moriarty. El seu difunt marit Jim era pilot i en Holmes troba útils els seus contactes en el món de l'aviació; molts dels aviadors de la zona també són antics amics d'ell. El difunt marit de Hudson i tenen gran afecta per ella, per això solen ajudar en tot allò que els demana. La Sra. Hudson mostra una personalitat serena i sensata comparable a la de Holmes, tot i que també pot ser molt ràpida i enginyosa quan cal. A més, es una conductora molt ràpida i té molta destresa amb un revòlver. Miyazaki tenia la intenció de mostrar-la com la veritable cervell de Baker Street, molt superior tant al de Holmes com al del seu enemic, en Moriarty, però finalment va ser desestimat. Com molts personatges, la Sra. Hudson és un golden retriever.
Professor Moriarty
L'arxienemic de Holmes. A la sèrie es mostra presenta com un enemic sense sequaços i sol ser el principal enemic, enlloc del cap de la màfia que fa poques aparicions dels llibres. També intel·lectual, és un gran inventor, sovint el responsable de la tecnologia Steampunk que es veu, inclòs el seu "cotxe de vapor", més bé una combinació de tractor i tanc en lloc de cotxe. Els seus plans poden arribar a ser molt complexos o estranys, cosa que permet a Holmes descobrir-lo. Altres vegades actua com mercenari d'altres delinqüents que busquen coses que no li interessen. Moriarty és un llop gris.
Smiley
Un dels sequaços de Moriarty, creat expressament per la sèrie. L'Smiley és alt, escanyolit i no és gaire intel·ligent, però té una actitud positiva. En els episodis dirigits per Hayao Miyazaki, és de color verd pèsol, mentre que en altres episodis és marró. Abans de treballar per en Moriarty, ell i Todd eren membres dels Pirates de Bengala, tot i que es van lliurar de ser arrestats amb la resta de la tripulació. L'Smiley s'assembla a alguna varietat de gossos rastrejadors.
Todd
Un dels sequaços de Moriarty, creat expressament per la sèrie. En Todd és petit i escanyolir, té una visió negativa de la situació i sol ser el primer a criticar Moriarty o els seus plans. Igual que l'Smiley, formava part tdels Pirates de Bengala i tots dos són els personatges còmics de la sèrie. El director Hayao Miyazaki va modelar el personatge basant-se en Kazuhide Tomonaga, el director d'animació de la sèrie. En Todd és un carlí.
Inspector Lestrade
És el contacte entre Holmes i la policia, Tot i que com a agent es ben intencionat i apassionat, no té un bon tracte amb les persones, mostrant un caràcter impulsiu i impetuós. Acostuma a ser assistit per diversos policies per atrapar i arrestar Moriarty, sense aconseguir-ho mai. Lestrade és un buldog.